# بول كيمف
بول كيمف (بالإنجليزية: Paul Kempf )‏ (و. 1856 – 1920 م) هو عالم فلك 
توفي عن عمر يناهز 64 عاماً.